# Torneo de Roland Garros 2015
El Torneo de Roland Garros 2015 (también conocido como Abierto de Francia) es un torneo de tenis que se lleva a cabo sobre pistas de tierra batida del Stade Roland Garros, París, Francia. Esta es la 114.ª edición del Torneo de Roland Garros y el segundo torneo de Grand Slam de 2015.

## Puntos y premios

### Distribución de puntos

#### Profesionales
| Evento                  | G    | F    | SF  | CF  | Ronda de 16 | Ronda de 32 | Ronda de 64 | Ronda de 128 | Q  | Q3 | Q2 | Q1 |
| Individuales masculinos | 2000 | 1200 | 720 | 360 | 180         | 90          | 45          | 10           | 25 | 16 | 8  | 0  |
| Dobles Masculino        | 2000 | 1200 | 720 | 360 | 180         | 90          | 0           | —            | —  | —  | —  | —  |
| Individuales femeninos  | 2000 | 1300 | 780 | 430 | 240         | 130         | 70          | 10           | 40 | 30 | 20 | 2  |
| Dobles Femenino         | 2000 | 1300 | 780 | 430 | 240         | 130         | 10          | —            | —  | —  | —  | —  |

| Evento          | G   | F   | SF/3.ª | CF/4.ª |
| Individuales    | 800 | 500 | 375    | 100    |
| Dobles          | 800 | 500 | 100    | —      |
| C. Individuales | 800 | 500 | 100    | —      |
| C. Dobles       | 800 | 100 | —      | —      |

| Evento                 | G   | F   | SF  | CF  | Ronda de 16 | Ronda de 32 | Q  | Q3 |
| Individuales Jóvenes   | 375 | 270 | 180 | 120 | 75          | 30          | 25 | 20 |
| Individuales Señoritas | 375 | 270 | 180 | 120 | 75          | 30          | 25 | 20 |
| Dobles Jóvenes         | 270 | 180 | 120 | 75  | 45          | —           | —  | —  |
| Dobles Señoritas       | 270 | 180 | 120 | 75  | 45          | —           | —  | —  |

### Premios en efectivo
| Evento                          | G          | F        | SF       | CF       | Ronda de 16 | Ronda de 32 | Ronda de 64 | Ronda de 128 | Q3      | Q2     | Q1     |
| Individuales                    | €1,800,000 | €900,000 | €450,000 | €250,000 | €145,000    | €85,000     | €50,000     | €27,000      | €12,000 | €6,000 | €3,000 |
| Dobles *                        | €450,000   | €225,000 | €112,500 | €61,000  | €33,000     | €18,000     | €9,000      | —            | —       | —      | —      |
| Dobles Mixtos*                  | €114,000   | €57,000  | €28,000  | €15,000  | €8,000      | €4,000      | —           | —            | —       | —      | —      |
| Individuales en Silla de Ruedas | €28,000    | €14,000  | €7,000   | €4,000   | —           | —           | —           | —            | —       | —      | —      |
| Dobles en Silla de Ruedas *     | €8,000     | €4,000   | €2,400   | —        | —           | —           | —           | —            | —       | —      | —      |

* Por equipo

## Actuación de los jugadores en el torneo
Individual masculino
| Campeón                        | Campeón                    | Finalista                  | Finalista               |
| ------------------------------ | -------------------------- | -------------------------- | ----------------------- |
| Stan Wawrinka [8]              | Stan Wawrinka [8]          | Novak Djokovic [1]         | Novak Djokovic [1]      |
| Eliminados en semifinales      |                            |                            |                         |
| Andy Murray [3]                | Andy Murray [3]            | Jo-Wilfried Tsonga [14]    | Jo-Wilfried Tsonga [14] |
| Eliminados en Cuarto de final  |                            |                            |                         |
| David Ferrer [4]               | Rafael Nadal [6]           | Kei Nishikori [5]          | Roger Federer [2]       |
| Eliminados en la Cuarta ronda  |                            |                            |                         |
| Richard Gasquet [20]           | Jack Sock                  | Jérémy Chardy              | Marin Čilić [9]         |
| Teimuraz Gabashvili            | Tomáš Berdych [4]          | Gilles Simon [12]          | Gaël Monfils [13]       |
| Eliminados en la Tercera ronda |                            |                            |                         |
| Thanasi Kokkinakis [WC]        | Kevin Anderson [16]        | Borna Ćorić                | Andréi Kuznetsov        |
| Nick Kyrgios [29]              | David Goffin [17]          | Leonardo Mayer [23]        | Simone Bolelli          |
| Benjamin Becker                | Lukáš Rosol                | Pablo Andújar              | Benoît Paire            |
| Steve Johnson                  | Nicolas Mahut [WC]         | Pablo Cuevas [21]          | Damir Džumhur           |
| Eliminados en la Segunda ronda |                            |                            |                         |
| Gilles Müller                  | Bernard Tomic [27]         | Carlos Berlocq             | Yen-Hsun Lu             |
| Pablo Carreño Busta            | Tommy Robredo [18]         | Jürgen Melzer              | Nicolás Almagro [PR]    |
| João Sousa                     | Kyle Edmund [Q]            | Santiago Giraldo           | John Isner [16]         |
| Andrea Arnaboldi [Q]           | Jerzy Janowicz             | Viktor Troicki [31]        | Daniel Gimeno-Traver    |
| Thomaz Bellucci                | Fernando Verdasco [32]     | Roberto Bautista Agut [19] | Juan Mónaco             |
| Dudi Sela                      | Philipp Kohlschreiber [22] | Fabio Fognini [28]         | Radek Štěpánek [PR]     |
| Dušan Lajović                  | Sergui Stajovski           | Ernests Gulbis [24]        | Martin Kližan           |
| Diego Schwartzman              | Dominic Thiem              | Marcos Baghdatis           | Marcel Granollers       |
| Eliminados en la Primera ronda |                            |                            |                         |
| Jarkko Nieminen                | Paolo Lorenzi              | Nikoloz Basilashvili [Q]   | Luca Vanni [Q]          |
| Germain Gigounon [Q]           | Iliá Marchenko [Q]         | Blaž Kavčič                | Tim Smyczek             |
| Grigor Dimitrov [10]           | Víctor Estrella            | Sam Querrey                | Andréi Golúbev [LL]     |
| A. Mannarino [30]              | Malek Jaziri               | Aleksandr Dolgopólov       | Quentin Halys [WC]      |
| Facundo Argüello [LL]          | Vasek Pospisil             | Stéphane Robert [Q]        | Denis Istomin           |
| Filip Krajinović               | Donald Young               | Michael Berrer [Q]         | Andreas Seppi           |
| Robin Haase                    | James Duckworth            | Maxime Hamou [WC]          | Jiří Veselý             |
| Jan-Lennard Struff             | Steve Darcis               | João Souza                 | Lukáš Lacko             |
| Paul-Henri Mathieu [WC]        | Marinko Matosevic          | Ruben Bemelmans            | Taro Daniel [Q]         |
| Florian Mayer [PR]             | Elias Ymer [Q]             | Federico Delbonis          | Feliciano López [11]    |
| Christian Lindell [Q]          | Mijaíl Kukushkin           | Albert Ramos               | Go Soeda                |
| Tatsuma Ito                    | Benoît Paire [Q]           | Ivan Dodig                 | Yoshihito Nishioka [Q]  |
| Marsel İlhan                   | Máximo González            | Ričardas Berankis          | Guillermo García-López  |
| Igor Sijsling [Q]              | Kimmer Coppejans [Q]       | Francis Tiafoe [WC]        | Lucas Pouille [WC]      |
| Édouard Roger-Vasselin [WC]    | Andreas Haider-Maurer      | Aljaž Bedene               | Sam Groth               |
| Ivo Karlović [25]              | Mijaíl Yuzhny              | Matthias Bachinger [Q]     | Alejandro Falla [LL]    |

Individual femenino
| Campeona                       | Campeona                 | Finalista               | Finalista                  |
| ------------------------------ | ------------------------ | ----------------------- | -------------------------- |
| Serena Williams [1]            | Serena Williams [1]      | Lucie Safarova [13]     | Lucie Safarova [13]        |
| Eliminadas en semifinales      |                          |                         |                            |
| Timea Bacsinszky [23]          | Timea Bacsinszky [23]    | Ana Ivanović [7]        | Ana Ivanović [7]           |
| Eliminadas en Cuarto de final  |                          |                         |                            |
| Alison Van Uytvanck            | Sara Errani[17]          | Elina Svitolina [19]    | Garbiñe Muguruza [21]      |
| Eliminadas en la Cuarta ronda  |                          |                         |                            |
| Sloane Stephens                | Julia Görges             | Petra Kvitová [4]       | Andreea Mitu               |
| Yekaterina Makárova [9]        | Alizé Cornet [29]        | Flavia Pennetta [28]    | María Sharápova [2]        |
| Eliminadas en la Tercera ronda |                          |                         |                            |
| Victoria Azarenka [27]         | Tsvetana Pironkova       | Andrea Petkovic [10]    | Irina Falconi              |
| Irina-Camelia Begu [30]        | Madison Keys [16]        | Francesca Schiavone     | Kristina Mladenovic        |
| Donna Vekić                    | Yelena Vesniná           | Annika Beck             | Mirjana Lučić-Baroni       |
| Carla Suárez Navarro [8]       | Angelique Kerber [11]    | Sabine Lisicki [20]     | Samantha Stosur [26]       |
| Eliminadas en la Segunda ronda |                          |                         |                            |
| Anna-Lena Friedsam             | Lucie Hradecká           | Denisa Allertová        | Heather Watson             |
| Lourdes Domínguez Lino [Q]     | Carina Witthöft          | Sesil Karatantcheva [Q] | Caroline Wozniacki [5]     |
| Silvia Soler Espinosa          | Ana Konjuh               | Tereza Smitková         | Belinda Bencic             |
| Karolína Plíšková [12]         | Svetlana Kuznetsova [18] | Zarina Dias [32]        | Danka Kovinić              |
| Misaki Doi                     | Bojana Jovanovski        | Polona Hercog           | Teliana Pereira [Q]        |
| Paula Kania [Q]                | Yulia Putintseva         | Alexandra Dulgheru      | Simona Halep [3]           |
| Virginie Razzano [WC]          | Magdaléna Rybáriková     | Camila Giorgi           | Ajla Tomljanović           |
| Kurumi Nara                    | Daria Gavrilova          | Amandine Hesse [WC]     | Vitalia Diachenko          |
| Eliminadas en la Primera ronda |                          |                         |                            |
| Andrea Hlaváčková [Q]          | Alexa Glatch [Q]         | Saisai Zheng            | María Teresa Torró Flor    |
| Barbora Strýcová [22]          | Johanna Konta [Q]        | Mathilde Johansson [WC] | Venus Williams [15]        |
| Shelby Rogers                  | Christina McHale         | Kateřina Siniaková      | Alison Riske               |
| Jelena Janković [25]           | Manon Arcangioli [WC]    | Coco Vandeweghe         | Karin Knapp                |
| Marina Erakovic                | Pauline Parmentier       | Margarita Gasparyan [Q] | Bethanie Mattek-Sands [PR] |
| Lara Arruabarrena              | Taylor Townsend          | Daniela Hantuchová      | Varvara Lepchenko          |
| Shuai Zhang                    | Alizé Lim [WC]           | Wang Qiang              | Kiki Bertens               |
| Dinah Pfizenmaier [Q]          | Anna Schmiedlová         | Klára Koukalová         | Eugénie Bouchard [6]       |
| Yaroslava Shvédova             | Petra Cetkovská          | Lesia Tsurenko          | Caroline Garcia [31]       |
| Shuai Peng [24]                | Kirsten Flipkens         | Fiona Ferro [WC]        | Louisa Chirico [WC]        |
| Agnieszka Radwańska [14]       | Mona Barthel             | Aleksandra Krunić       | Yanina Wickmayer           |
| Roberta Vinci                  | Nicole Gibbs             | Lauren Davis            | Evgeniya Rodina            |
| Monica Niculescu               | Verónica Cepede Royg [Q] | Olivia Rogowska [Q]     | Magda Linette              |
| Petra Martić [Q]               | Tatjana María            | Casey Dellacqua         | Tímea Babos                |
| Anastasiya Pavliuchenkova      | Océane Dodin [WC]        | Johanna Larsson         | Mónica Puig                |
| Madison Brengle                | Jarmila Gajdošová        | Stefanie Vögele         | Kaia Kanepi                |

## Resumen del torneo

### Día 1 (24 de mayo)
- Orden de juego
- Cabezas de serie eliminados:
  - Individuales masculinos:  Ivo Karlović [25],  Guillermo García-López [26]
  - Individuales femeninos:  Peng Shuai [24],  Caroline Garcia [31]

| Partidos en canchas principales                      | Partidos en canchas principales          | Partidos en canchas principales          | Partidos en canchas principales          |
| Partidos en el Estadio Philippe Chatrier             | Partidos en el Estadio Philippe Chatrier | Partidos en el Estadio Philippe Chatrier | Partidos en el Estadio Philippe Chatrier |
| Modalidad                                            | Ganadores                                | Perdedores                               | Resultado                                |
| ---------------------------------------------------- | ---------------------------------------- | ---------------------------------------- | ---------------------------------------- |
| Individuales femeninos - Primera ronda               | Simona Halep [3]                         | Evgeniya Rodina                          | 7-5, 6-4                                 |
| Individuales masculinos - Primera ronda              | Roger Federer [2]                        | Alejandro Falla [LL]                     | 6-3, 6-4, 6-4                            |
| Individuales femeninos - Primera ronda               | Donna Vekić                              | Caroline Garcia [31]                     | 3-6, 6-3, 6-2                            |
| Individuales masculinos - Primera ronda              | Jo-Wilfried Tsonga [14]                  | Christian Lindell [Q]                    | 6–1, 6–2, 6–2                            |
| Partidos en la Cancha Suzanne Lenglen                |                                          |                                          |                                          |
| Individuales femeninos - Primera ronda               | Yekaterina Makarova [9]                  | Louisa Chirico [WC]                      | 6-4, 6-2                                 |
| Individuales masculinos - Primera ronda              | Stan Wawrinka [8]                        | Marsel Ilhan                             | 6-3, 6-2, 6-3                            |
| Individuales masculinos - Primera ronda              | Kei Nishikori [5]                        | Paul-Henri Mathieu [WC]                  | 6-3, 7-5, 6-1                            |
| Individuales femeninos - Primera ronda               | Ana Ivanović [7]                         | Yaroslava Shvédova                       | 4–6, 6–2, 6–0                            |
| Partidos en la Cancha 1                              |                                          |                                          |                                          |
| Individuales masculinos - Primera ronda              | Roberto Bautista Agut [19]               | Florian Mayer [PR]                       | 6-3, 6-1, 6-3                            |
| Individuales femeninos - Primera ronda               | Garbiñe Muguruza [21]                    | Petra Martic [Q]                         | 6-2, 7-5                                 |
| Individuales masculinos - Primera ronda              | Ernests Gulbis [24]                      | Igor Sijsling [Q]                        | 6-4, 6-4, 7-6(7-3)                       |
| Individuales femeninos - Primera ronda               | Kurumi Nara                              | Océane Dodin [WC]                        | 3–6, 7–5, 6–1                            |
| Fondo de color indica un partido de la rama femenina |                                          |                                          |                                          |

### Día 2 (25 de mayo)
- Orden de juego
- Cabezas de serie eliminados:
  - Individuales masculinos:  Feliciano López [11],  Adrian Mannarino [30]
  - Individuales femeninos: Agnieszka Radwańska [14], Venus Williams [15],  Barbora Strýcová [22]

| Partidos en canchas principales                      | Partidos en canchas principales          | Partidos en canchas principales          | Partidos en canchas principales          |
| Partidos en el Estadio Philippe Chatrier             | Partidos en el Estadio Philippe Chatrier | Partidos en el Estadio Philippe Chatrier | Partidos en el Estadio Philippe Chatrier |
| Modalidad                                            | Ganadores                                | Perdedores                               | Resultado                                |
| ---------------------------------------------------- | ---------------------------------------- | ---------------------------------------- | ---------------------------------------- |
| Individuales femeninos - Primera ronda               | Alizé Cornet                             | Roberta Vinci                            | 4–6, 6–4, 6–1                            |
| Individuales masculinos - Primera ronda              | Gilles Simon [12]                        | Lucas Pouille                            | 3–6, 6–1, 6–2, 6–4                       |
| Individuales femeninos - Primera ronda               | María Sharápova [2]                      | Kaia Kanepi                              | 6–2, 6–4                                 |
| Individuales masculinos - Primera ronda              | Andy Murray [3]                          | Facundo Arguello [LL]                    | 6–3, 6–3, 6–1                            |
| Partidos en la Cancha Suzanne Lenglen                |                                          |                                          |                                          |
| Individuales masculinos - Primera ronda              | Tomáš Berdych [4]                        | Yoshihito Nishioka [Q]                   | 6–0, 7–5, 6–3                            |
| Individuales femeninos - Primera ronda               | Virginie Razzano                         | Verónica Cepede Royg [Q]                 | 2–6, 6–4, 6–2                            |
| Individuales masculinos - Primera ronda              | Gaël Monfils [13]                        | Édouard Roger-Vasselin [WC]              | 6–2, 5–7(5–7), 6–1, 7–5                  |
| Individuales femeninos - Primera ronda               | Sloane Stephens                          | Venus Williams [15]                      | 7–6(7–5), 6–1                            |
| Partidos en la Cancha 1                              |                                          |                                          |                                          |
| Individuales femeninos - Primera ronda               | Carla Suárez Navarro [8]                 | Monica Niculescu                         | 6–2, 6–2                                 |
| Individuales masculinos - Primera ronda              | Benoît Paire                             | Gastão Elias [Q]                         | 5–7, 6–3, 4–6, 6–4, 6–2                  |
| Individuales femeninos - Primera ronda               | Victoria Azarenka [27]                   | María Teresa Torró Flor                  | 6–2, 6–1                                 |
| Individuales masculinos - Primera ronda              | Jürgen Melzer                            | Adrian Mannarino [30]                    | 7–6(7–5), 6–3, 7–6(7–4)                  |
| Fondo de color indica un partido de la rama femenina |                                          |                                          |                                          |

### Día 3 (26 de mayo)
- Orden de juego
- Cabezas de serie eliminados:
  - Individuales masculinos:  Grigor Dimitrov [10]
  - Individuales femeninos:  Eugenie Bouchard [6]

| Partidos en canchas principales                      | Partidos en canchas principales          | Partidos en canchas principales          | Partidos en canchas principales          |
| Partidos en el Estadio Philippe Chatrier             | Partidos en el Estadio Philippe Chatrier | Partidos en el Estadio Philippe Chatrier | Partidos en el Estadio Philippe Chatrier |
| Modalidad                                            | Ganadores                                | Perdedores                               | Resultado                                |
| ---------------------------------------------------- | ---------------------------------------- | ---------------------------------------- | ---------------------------------------- |
| Individuales femeninos - Primera ronda               | Petra Kvitová [4]                        | Marina Erakovic                          | 6-4, 3-6, 6-4                            |
| Individuales masculinos - Primera ronda              | Rafael Nadal [6]                         | Quentin Halys [WC]                       | 6–3, 6–3, 6–4                            |
| Individuales masculinos - Primera ronda              | Novak Djokovic [1]                       | Jarkko Nieminen                          | 6-2, 7-5, 6-2                            |
| Individuales femeninos - Primera ronda               | Serena Williams [1]                      | Andrea Hlaváčková [Q]                    | 6-2, 6-3                                 |
| Partidos en la Cancha Suzanne Lenglen                |                                          |                                          |                                          |
| Individuales masculinos - Primera ronda              | David Ferrer [7]                         | Lukas Lacko                              | 6-1, 6-3, 6-1                            |
| Individuales femeninos - Primera ronda               | Caroline Wozniacki [5]                   | Karin Knapp                              | 6-3, 6-0                                 |
| Individuales masculinos - Primera ronda              | Richard Gasquet [20]                     | Germain Gigounon [Q]                     | 6-3, 6-4, 6-0                            |
| Individuales femeninos - Primera ronda               | Kristina Mladenovic                      | Eugenie Bouchard [6]                     | 6-4, 6-4                                 |
| Partidos en la Cancha 1                              |                                          |                                          |                                          |
| Individuales femeninos - Primera ronda               | Svetlana Kuznetsova [18]                 | Kiki Bertens                             | 6-1, 4-6, 6-2                            |
| Individuales masculinos - Primera ronda              | Jérémy Chardy                            | Michael Berrer [Q]                       | 4-6, 6-3, 6-4, 6-4                       |
| Individuales femeninos - Primera ronda               | Andrea Petković [2]                      | Shelby Rogers                            | 6-2, 6-1                                 |
| Individuales masculinos - Primera ronda              | Jack Sock                                | Grigor Dimitrov [10]                     | 7-6(9-7), 6-2, 6-3                       |
| Fondo de color indica un partido de la rama femenina |                                          |                                          |                                          |

### Día 4 (27 de mayo)
- Orden de juego
- Cabezas de serie eliminados:
  - Individuales masculinos:  Roberto Bautista Agut [19],  Ernests Gulbis [24],  Fabio Fognini [28],  Fernando Verdasco [32]
  - Individuales femeninos:  Simona Halep [3]
  - Dobles masculinos:  Juan Sebastián Cabal /  Robert Farah [16]

| Partidos en canchas principales                      | Partidos en canchas principales                   | Partidos en canchas principales                   | Partidos en canchas principales          |
| Partidos en el Estadio Philippe Chatrier             | Partidos en el Estadio Philippe Chatrier          | Partidos en el Estadio Philippe Chatrier          | Partidos en el Estadio Philippe Chatrier |
| Modalidad                                            | Ganadores                                         | Perdedores                                        | Resultado                                |
| ---------------------------------------------------- | ------------------------------------------------- | ------------------------------------------------- | ---------------------------------------- |
| Individuales femeninos -Segunda ronda                | María Sharápova [2]                               | Vitalia Diachenko                                 | 6-3, 6-1                                 |
| Individuales masculinos -Segunda ronda               | Kei Nishikori [5]                                 | Thomaz Bellucci                                   | 7-5, 6-4, 6-4                            |
| Individuales masculinos -Segunda ronda               | Gaël Monfils [13]                                 | Diego Schwartzman                                 | 4-6, 6-4, 4-6, 6-2, 6-3                  |
| Individuales femeninos -Segunda ronda                | Carla Suárez Navarro [8] vs Virginie Razzano [WC] | Carla Suárez Navarro [8] vs Virginie Razzano [WC] |                                          |
| Partidos en la Cancha Suzanne Lenglen                |                                                   |                                                   |                                          |
| Individuales femeninos -Segunda ronda                | Samantha Stosur [26]                              | Amandine Hesse [WC]                               | 6-0, 6-1                                 |
| Individuales masculinos -Segunda ronda               | Roger Federer [2]                                 | Marcel Granollers                                 | 6-2, 7-6,(7-1) 6-3                       |
| Individuales femeninos -Segunda ronda                | Mirjana Lucic-Baroni                              | Simona Halep [3]                                  | 7-5, 6-1                                 |
| Individuales masculinos -Segunda ronda               | Jo-Wilfried Tsonga [14]                           | Dudi Sela                                         | 6-4, 6-1, 6-1                            |
| Partidos en la Cancha 1                              |                                                   |                                                   |                                          |
| Individuales masculinos -Segunda ronda               | Gilles Simon [12]                                 | Martin Klizan                                     | 7-5, 6-2, 6-3                            |
| Individuales femeninos -Segunda ronda                | Alizé Cornet [29]                                 | Alexandra Dulgheru                                | 6-2, 7-5                                 |
| Individuales masculinos -Segunda ronda               | Tomáš Berdych [4]                                 | Radek Štěpánek [PR]                               | 6-3, 6-7,(7-9) 6-3, 6-3                  |
| Fondo de color indica un partido de la rama femenina |                                                   |                                                   |                                          |

### Día 5 (28 de mayo)
- Orden de juego
- Cabezas de serie eliminados:
  - Individuales masculinos:  John Isner [16],  Tommy Robredo [18],  Philipp Kohlschreiber [22],  Bernard Tomic [27],  Viktor Troicki [31]
  - Individuales femeninos: Caroline Wozniacki [5],  Karolína Plíšková [12]  Svetlana Kuznetsova [18],  Zarina Dias [32]
  - Dobles femeninos:  Garbiñe Muguruza /  Carla Suárez Navarro [5],  Klaudia Jans-Ignacik  /  Andreja Klepač [16]
  - Dobles mixtos:  Sania Mirza /  Bruno Soares [1],  Yelena Vesnina /  Nenad Zimonjic [3],  Andrea Hlaváčková /  Marc López [4]

| Partidos en canchas principales                      | Partidos en canchas principales          | Partidos en canchas principales          | Partidos en canchas principales          |
| Partidos en el Estadio Philippe Chatrier             | Partidos en el Estadio Philippe Chatrier | Partidos en el Estadio Philippe Chatrier | Partidos en el Estadio Philippe Chatrier |
| Modalidad                                            | Ganadores                                | Perdedores                               | Resultado                                |
| ---------------------------------------------------- | ---------------------------------------- | ---------------------------------------- | ---------------------------------------- |
| Individuales femeninos -Segunda ronda                | Julia Goerges                            | Caroline Wozniacki [5]                   | 6-4, 7-6(7-4)                            |
| Individuales masculinos -Segunda ronda               | Rafael Nadal [6]                         | Nicolás Almagro                          | 6-4, 6-3, 6-1                            |
| Individuales masculinos -Segunda ronda               | Andy Murray [3]                          | João Sousa                               | 6-2, 4-6, 6-4, 6-1                       |
| Individuales femeninos -Segunda ronda                | Kristina Mladenovic                      | Danka Kovinić                            | 6-3, 7-5                                 |
| Partidos en la Cancha Suzanne Lenglen                |                                          |                                          |                                          |
| Individuales femeninos -Segunda ronda                | Petra Kvitová [4]                        | Silvia Soler Espinosa                    | 6-7,(4-7) 6-4, 6-2                       |
| Individuales femeninos -Segunda ronda                | Serena Williams [1]                      | Anna-Lena Friedsam                       | 5-7, 6-3, 6-3                            |
| Individuales masculinos -Segunda ronda               | Novak Djokovic [1]                       | Gilles Muller                            | 6-1, 6-4, 6-4                            |
| Partidos en la Cancha 1                              |                                          |                                          |                                          |
| Individuales femeninos -Segunda ronda                | Francesca Schiavone                      | Svetlana Kuznetsova [18]                 | 6-7,(11-13) 7-5, 10-8                    |
| Individuales femeninos -Segunda ronda                | Victoria Azarenka [27]                   | Lucie Hradecká                           | 6-2, 6-3                                 |
| Individuales masculinos -Segunda ronda               | Jeremy Chardy                            | John Isner [16]                          | 6-4, 4-6, 6-3, 6-3                       |
| Individuales masculinos -Segunda ronda               | David Ferrer [7]                         | Daniel Gimeno Traver                     | 6-3, 6-2, 6-1                            |
| Fondo de color indica un partido de la rama femenina |                                          |                                          |                                          |

### Día 6 (29 de mayo)
- Orden de juego
- Cabezas de serie eliminados:
  - Individuales masculinos:  Pablo Cuevas [21]
  - Individuales femeninos:  Carla Suárez Navarro [8],  Angelique Kerber [11],  Sabine Lisicki [20],  Samantha Stosur [26]
  - Dobles masculinos:  Marin Draganja /  Henri Kontinen [13]
  - Dobles femeninos:  Alla Kudryavtseva /  Anastasiya Pavliuchenkova [10]
  - Dobles mixtos:  Caroline Garcia /  Bob Bryan [5]

| Partidos en canchas principales                      | Partidos en canchas principales          | Partidos en canchas principales            | Partidos en canchas principales          |
| Partidos en el Estadio Philippe Chatrier             | Partidos en el Estadio Philippe Chatrier | Partidos en el Estadio Philippe Chatrier   | Partidos en el Estadio Philippe Chatrier |
| Modalidad                                            | Ganadores                                | Perdedores                                 | Resultado                                |
| ---------------------------------------------------- | ---------------------------------------- | ------------------------------------------ | ---------------------------------------- |
| Individuales femeninos - Tercera ronda               | Alizé Cornet [29]                        | Mirjana Lučić-Baroni                       | 4-6, 6-3, 7-5                            |
| Individuales masculinos - Tercera ronda              | Roger Federer [2]                        | Damir Džumhur                              | 6-4, 6-3, 6-2                            |
| Individuales femeninos - Tercera ronda               | María Sharápova [2]                      | Samantha Stosur [26]                       | 6–3, 6–4                                 |
| Individuales masculinos - Tercera ronda              | Jo-Wilfried Tsonga [14]                  | Pablo Andújar                              | 7–6(7–3), 6–4, 6–3                       |
| Partidos en la cancha Suzanne Lenglen                |                                          |                                            |                                          |
| Individuales femeninos - Tercera ronda               | Ana Ivanovic [7]                         | Donna Vekić                                | 6-0, 6-3                                 |
| Individuales masculinos - Tercera ronda              | Gilles Simon [12]                        | Nicolas Mahut [WC]                         | 6–2, 6–7(6–8), 6–7(6–8), 6–3, 6–1        |
| Individuales masculinos - Tercera ronda              | Gaël Monfils [13]                        | Pablo Cuevas [21]                          | 4–6, 7–6(7–1), 3–6, 6–4, 6–3             |
| Partidos en la Cancha 1                              |                                          |                                            |                                          |
| Dobles masculino - Segunda ronda                     | Bob Bryan [1] Mike Bryan [1]             | Thanasi Kokkinakis [WC] Lucas Pouille [WC] | 7-6(7-4), 7-6(7-3)                       |
| Individuales femeninos - Tercera ronda               | Lucie Šafářová [13]                      | Sabine Lisicki [20]                        | 6-3, 7-6(7-2)                            |
| Individuales masculinos - Tercera ronda              | Stan Wawrinka [8]                        | Steve Johnson                              | 6-4, 6-3, 6-2                            |
| Individuales masculinos - Tercera ronda              | Tomáš Berdych [4]                        | Benoît Paire                               | 6–1, 6–7(5–7), 6–3, 6–4                  |
| Fondo de color indica un partido de la rama femenina |                                          |                                            |                                          |

### Día 7 (30 de mayo)
- Orden de juego
- Cabezas de serie eliminados:
  - Individuales masculinos:  Kevin Anderson [15],  David Goffin [17],  Leonardo Mayer [23],  Nick Kyrgios [29]
  - Individuales femeninos:  Andrea Petkovic [10],  Madison Keys [16],  Victoria Azarenka [27],  Irina-Camelia Begu [30]
  - Dobles masculinos:  Pablo Cuevas /  David Marrero [12],  Guillermo García-López /  Édouard Roger-Vasselin [15]
  - Dobles femeninos:  Tímea Babos /  Kristina Mladenovic [3]
  - Dobles mixtos:  Martina Hingis /  Leander Paes [8]

| Partidos en canchas principales                      | Partidos en canchas principales          | Partidos en canchas principales          | Partidos en canchas principales          |
| Partidos en el Estadio Philippe Chatrier             | Partidos en el Estadio Philippe Chatrier | Partidos en el Estadio Philippe Chatrier | Partidos en el Estadio Philippe Chatrier |
| Modalidad                                            | Ganadores                                | Perdedores                               | Resultado                                |
| ---------------------------------------------------- | ---------------------------------------- | ---------------------------------------- | ---------------------------------------- |
| Individuales femeninos - Tercera ronda               | Petra Kvitová [4]                        | Irina-Camelia Begu [30]                  | 6-3, 6-2                                 |
| Individuales masculinos - Tercera ronda              | Novak Djokovic [1]                       | Thanasi Kokkinakis [WC]                  | 6-4, 6-4, 6-4                            |
| Individuales masculinos - Tercera ronda              | Richard Gasquet [20]                     | Kevin Anderson [15]                      | 4–6, 7–6(7–4), 7–5, 6–4                  |
| Individuales femeninos - Tercera ronda               | Serena Williams [1]                      | Victoria Azarenka [27]                   | 3-6, 6-4, 6-2                            |
| Partidos en la cancha Suzanne Lenglen                |                                          |                                          |                                          |
| Individuales masculinos - Tercera ronda              | Andy Murray [3]                          | Nick Kyrgios [29]                        | 6-4, 6-2, 6-3                            |
| Individuales femeninos - Tercera ronda               | Alison Van Uytvanck                      | Kristina Mladenovic                      | 6-4, 6-1                                 |
| Individuales masculinos - Tercera ronda              | Rafael Nadal [6]                         | Andrey Kuznetsov                         | 6-1, 6-3, 6-2                            |
| Individuales femeninos - Tercera ronda               | Sloane Stephens                          | Tsvetana Pironkova                       | 6–4, 6–1                                 |
| Partidos en la Cancha 1                              |                                          |                                          |                                          |
| Individuales femeninos - Tercera ronda               | Sara Errani [17]                         | Andrea Petkovic [10]                     | 6-3, 6-3                                 |
| Individuales masculinos - Tercera ronda              | Jérémy Chardy                            | David Goffin [17]                        | 6-3- 6-4, 6-2                            |
| Individuales masculinos - Tercera ronda              | David Ferrer [7]                         | Simone Bolelli                           | 6-3, 1-6, 5-7, 6-0, 6-1                  |
| Individuales masculinos - Segunda ronda              | Katarina Srebotnik Horia Tecău           | Martina Hingis [8] Leander Paes [8]      | 6-7(6-8), 6-3, [10-6]                    |
| Fondo de color indica un partido de la rama femenina |                                          |                                          |                                          |

### Día 8 (31 de mayo)
- Orden de juego
- Cabezas de serie eliminados:
  - Individuales masculinos:  Tomáš Berdych [4],  Gilles Simon [12]
  - Individuales femeninos:  Yekaterina Makarova [9],  Alizé Cornet [29]
  - Dobles masculinos:  Rohan Bopanna /  Florin Mergea [9],  Daniel Nestor /  Leander Paes [10],  Jamie Murray /  John Peers [11],  Pierre-Hugues Herbert /  Nicolas Mahut [14]
  - Dobles femeninos:  Caroline Garcia /  Katarina Srebotnik [8],  Chan Yung-jan /  Zheng Jie [11],  Karin Knapp /  Roberta Vinci [14]
  - Dobles mixtos:  Kristina Mladenovic /  Daniel Nestor [6]

| Partidos en canchas principales                      | Partidos en canchas principales               | Partidos en canchas principales               | Partidos en canchas principales          |
| Partidos en el Estadio Philippe Chatrier             | Partidos en el Estadio Philippe Chatrier      | Partidos en el Estadio Philippe Chatrier      | Partidos en el Estadio Philippe Chatrier |
| Modalidad                                            | Ganadores                                     | Perdedores                                    | Resultado                                |
| ---------------------------------------------------- | --------------------------------------------- | --------------------------------------------- | ---------------------------------------- |
| Individuales femeninos - Cuarta ronda                | Elina Svitolina [19]                          | Alizé Cornet [29]                             | 6-2, 7-6(11-9)                           |
| Individuales masculinos - Cuarta ronda               | Jo-Wilfried Tsonga [14]                       | Tomáš Berdych [4]                             | 6-3, 6-2, 6-7(5-7), 6-3                  |
| Individuales masculinos - Cuarta ronda               | Gaël Monfils [13] vs Roger Federer [2]        | Gaël Monfils [13] vs Roger Federer [2]        | 3–6, 6–4, suspendido                     |
| Individuales femeninos - Cuarta ronda                | Flavia Pennetta [28] vs Garbiñe Muguruza [21] | Flavia Pennetta [28] vs Garbiñe Muguruza [21] | cancelado                                |
| Partidos en la cancha Suzanne Lenglen                |                                               |                                               |                                          |
| Individuales femeninos - Cuarta ronda                | Ana Ivanović [7]                              | Yekaterina Makarova [9]                       | 7-5, 3-6, 6-1                            |
| Individuales masculinos - Cuarta ronda               | Kei Nishikori [5]                             | Teimuraz Gabashvili                           | 6-3, 6-4, 6-2                            |
| Individuales masculinos - Cuarta ronda               | Stan Wawrinka [8]                             | Gilles Simon [12]                             | 6–1, 6–4, 6–2                            |
| Individuales femeninos - Cuarta ronda                | Lucie Šafářová [13] vs María Sharápova [2]    | Lucie Šafářová [13] vs María Sharápova [2]    | cancelado                                |
| Partidos en la Cancha 1                              |                                               |                                               |                                          |
| Dobles masculinos - Tercera ronda                    | Bob Bryan [1] Mike Bryan [1]                  | Jérémy Chardy Łukasz Kubot                    | 6-4, 7-5                                 |
| Dobles masculinos - Tercera ronda                    | Vasek Pospisil [2] Jack Sock [2]              | Pierre-Hugues Herbert [14] Nicolas Mahut [14] | 7-6(7-3), 7-6(7-2)                       |
| Dobles femeninos - Tercera ronda                     | Martina Hingis [1] Sania Mirza [1]            | Karin Knapp [14] Roberta Vinci [14]           | 6-1, 6-4                                 |
| Dobles mixto - Segunda ronda                         | Anastasia Rodionova Aisam-Ul-Haq Qureshi      | Kristina Mladenovic [6] Daniel Nestor [6]     | 6–4, 6–3                                 |
| Fondo de color indica un partido de la rama femenina |                                               |                                               |                                          |

### Día 9 (1 de junio)
- Orden de juego
- Cabezas de serie eliminados:
  - Individuales masculinos:  Marin Čilić [9],  Gaël Monfils [13],  Richard Gasquet [20]
  - Individuales femeninos:  María Sharápova [2],  Petra Kvitová [4],  Flavia Pennetta [28]
  - Dobles masculinos:  Alexander Peya /  Bruno Soares [8]
  - Dobles femeninos:  Anastasia Rodionova /  Arina Rodionova [15]
  - Dobles mixtos:

| Partidos en canchas principales                      | Partidos en canchas principales          | Partidos en canchas principales          | Partidos en canchas principales          |
| Partidos en el Estadio Philippe Chatrier             | Partidos en el Estadio Philippe Chatrier | Partidos en el Estadio Philippe Chatrier | Partidos en el Estadio Philippe Chatrier |
| Modalidad                                            | Ganadores                                | Perdedores                               | Resultado                                |
| ---------------------------------------------------- | ---------------------------------------- | ---------------------------------------- | ---------------------------------------- |
| Individuales femeninos - Cuarta ronda                | Lucie Šafářová [13]                      | María Sharápova [2]                      | 7–6(7–3), 6–4                            |
| Individuales masculinos - Cuarta ronda               | Roger Federer [2]                        | Gaël Monfils [13]                        | 6–3, 4–6, 6–4, 6–1                       |
| Individuales femeninos - Cuarta ronda                | Serena Williams [1]                      | Sloane Stephens []                       | 1–6, 7–5, 6–3                            |
| Individuales masculinos - Cuarta ronda               | Novak Djokovic [1]                       | Richard Gasquet [20]                     | 6–1, 6–2, 6–3                            |
| Partidos en la cancha Suzanne Lenglen                |                                          |                                          |                                          |
| Individuales femeninos - Cuarta ronda                | Garbiñe Muguruza [21]                    | Flavia Pennetta [28]                     | 6–3, 6–4                                 |
| Individuales masculinos - Cuarta ronda               | Andy Murray [3]                          | Jérémy Chardy                            | 6–4, 3–6, 6–3, 6–2                       |
| Individuales masculinos - Cuarta ronda               | Rafael Nadal [6]                         | Jack Sock                                | 6–3, 6–1, 5–7, 6–2                       |
| Individuales femeninos - Cuarta ronda                | Timea Bacsinszky [23]                    | Petra Kvitová [4]                        | 2–6, 6–0, 6–3                            |
| Partidos en la Cancha 1                              |                                          |                                          |                                          |
| Individuales masculinos - Cuarta ronda               | David Ferrer [7]                         | Marin Čilić [9]                          | 6–2, 6–2, 6–4                            |
| Individuales femeninos - Cuarta ronda                | Sara Errani [17]                         | Julia Görges                             | 6–2, 6–2                                 |
| Individuales femeninos - Cuarta ronda                | Alison Van Uytvanck                      | Andreea Mitu                             | 6–1, 6–3                                 |
| Fondo de color indica un partido de la rama femenina |                                          |                                          |                                          |

### Día 10 (2 de junio)
- Orden de juego
- Cabezas de serie eliminados:
  - Individuales masculinos:  Roger Federer [2]
  - Individuales femeninos:  Elina Svitolina [19],  Garbiñe Muguruza [21]
  - Dobles masculinos:
  - Dobles femeninos:  Michaëlla Krajicek /  Barbora Strýcová [13]
  - Dobles mixtos:

| Partidos en canchas principales                      | Partidos en canchas principales              | Partidos en canchas principales               | Partidos en canchas principales          |
| Partidos en el Estadio Philippe Chatrier             | Partidos en el Estadio Philippe Chatrier     | Partidos en el Estadio Philippe Chatrier      | Partidos en el Estadio Philippe Chatrier |
| Modalidad                                            | Ganadores                                    | Perdedores                                    | Resultado                                |
| ---------------------------------------------------- | -------------------------------------------- | --------------------------------------------- | ---------------------------------------- |
| Individuales femeninos - Cuartos de final            | Ana Ivanovic [7]                             | Elina Svitolina [19]                          | 6–3, 6–2                                 |
| Individuales masculinos - Cuartos de final           | Jo-Wilfried Tsonga [14]                      | Kei Nishikori [5]                             | 6-1, 6-4, 4-6, 3-6, 6-3                  |
| Partidos en la cancha Suzanne Lenglen                |                                              |                                               |                                          |
| Individuales femeninos - Cuartos de final            | Lucie Šafářová [13]                          | Garbiñe Muguruza [21]                         | 7–6(7–3), 6–3                            |
| Individuales masculinos - Cuartos de final           | Stan Wawrinka [8]                            | Roger Federer [2]                             | 6–4, 6–3, 7–6(7–4)                       |
| Partidos en la Cancha 1                              |                                              |                                               |                                          |
| Dobles femeninos - Cuartos de final                  | Casey Dellacqua [12] Yaroslava Shvedova [12] | Michaëlla Krajicek [13] Barbora Strýcová [13] | 6–3, 7–5                                 |
| Dobles masculinos - Cuartos de final                 | Bob Bryan [1] Mike Bryan [1]                 | Marcin Matkowski [7] Nenad Zimonjic [7]       | 6–4, 6–7(5–7), 6–4                       |
| Dobles masculinos - Cuartos de final                 | Jean-Julien Rojer [5] Horia Tecau [5]        | Vasek Pospisil [2] Jack Sock [2]              | 6–3, 6–3                                 |
| Dobles femeninos - Cuartos de final                  | Bethanie Mattek-Sands [2] Mike Bryan [2]     | Anastasia Rodionova Aisam-ul-Haq Qureshi      | 6–0, 7–6(7–3)                            |
| Fondo de color indica un partido de la rama femenina |                                              |                                               |                                          |

### Día 11 (3 de junio)
- Orden de juego
- Cabezas de serie eliminados:
  - Individuales masculinos:  Rafael Nadal [6],  David Ferrer [7]
  - Individuales femeninos:  Sara Errani [17]
  - Dobles masculinos:
  - Dobles femeninos:  Martina Hingis /  Sania Mirza [1],  Hsieh Su-wei /  Flavia Pennetta [4]
  - Dobles mixtos:

| Partidos en canchas principales                      | Partidos en canchas principales          | Partidos en canchas principales          | Partidos en canchas principales          |
| Partidos en el Estadio Philippe Chatrier             | Partidos en el Estadio Philippe Chatrier | Partidos en el Estadio Philippe Chatrier | Partidos en el Estadio Philippe Chatrier |
| Modalidad                                            | Ganadores                                | Perdedores                               | Resultado                                |
| ---------------------------------------------------- | ---------------------------------------- | ---------------------------------------- | ---------------------------------------- |
| Individuales femeninos - Cuartos de final            | Serena Williams [1]                      | Sara Errani [17]                         | 6-1, 6-3                                 |
| Individuales masculinos - Cuartos de final           | Novak Djokovic [1]                       | Rafael Nadal [6]                         | 7-5, 6-3 6-1                             |
| Partidos en la cancha Suzanne Lenglen                |                                          |                                          |                                          |
| Individuales femeninos - Cuartos de final            | Timea Bacsinszky [23]                    | Alison Van Uytvanck                      | 6-4, 7-5                                 |
| Individuales masculinos - Cuartos de final           | Andy Murray [3]                          | David Ferrer [7]                         | 7-6(7-4), 6-2, 5-7, 6-1                  |
| Fondo de color indica un partido de la rama femenina |                                          |                                          |                                          |

### Día 12 (4 de junio)
- Orden de juego
- Cabezas de serie eliminados:
  - Individuales femeninos:  Ana Ivanovic [7],  Timea Bacsinszky [23]
  - Dobles masculinos:  Simone Bolelli /  Fabio Fognini [6]
  - Dobles mixtos:

| Partidos en canchas principales                      | Partidos en canchas principales          | Partidos en canchas principales          | Partidos en canchas principales          |
| Partidos en el Estadio Philippe Chatrier             | Partidos en el Estadio Philippe Chatrier | Partidos en el Estadio Philippe Chatrier | Partidos en el Estadio Philippe Chatrier |
| Modalidad                                            | Ganadores                                | Perdedores                               | Resultado                                |
| ---------------------------------------------------- | ---------------------------------------- | ---------------------------------------- | ---------------------------------------- |
| Dobles masculinos - Semifinales                      | Bob Bryan [1] Mike Bryan [1]             | Simone Bolelli [6] Fabio Fognini [6]     | 6-3, 6-3                                 |
| Individuales femeninos - Semifinales                 | Lucie Safarova [13]                      | Ana Ivanovic [7]                         | 7-5, 7-5                                 |
| Individuales femeninos - Semifinales                 | Serena Williams [1]                      | Timea Bacsinszky [23]                    | 4-6, 6-3, 6-0                            |
| Fondo de color indica un partido de la rama femenina |                                          |                                          |                                          |

### Día 13 (5 de junio)
- Orden de juego
- Cabezas de serie eliminados:
  - Individuales masculinos:  Jo-Wilfried Tsonga [14]
  - Dobles femeninos:  Yekaterina Makarova /  Yelena Vesnina [2],  Andrea Hlaváčková /  Lucie Hradecká [9]

| Partidos en canchas principales                      | Partidos en canchas principales              | Partidos en canchas principales            | Partidos en canchas principales          |
| Partidos en el Estadio Philippe Chatrier             | Partidos en el Estadio Philippe Chatrier     | Partidos en el Estadio Philippe Chatrier   | Partidos en el Estadio Philippe Chatrier |
| Modalidad                                            | Ganadores                                    | Perdedores                                 | Resultado                                |
| ---------------------------------------------------- | -------------------------------------------- | ------------------------------------------ | ---------------------------------------- |
| Individuales masculinos - Semifinales                | Stan Wawrinka [8]                            | Jo-Wilfried Tsonga [14]                    | 6-3, 6-7, 7-6, 6-4                       |
| Individuales masculinos - Semifinales                | Novak Djokovic [1] vs Andy Murray [3]        | Novak Djokovic [1] vs Andy Murray [3]      | 6-3, 6-3, 5-7, 3-3 suspendido            |
| Partidos en la cancha Suzanne Lenglen                |                                              |                                            |                                          |
| Individuales femeninos - Semifinales                 | Bethanie Mattek-Sands [7] Lucie Šafářová [7] | Andrea Hlaváčková [9] Lucie Hradecká [9]   | 6-2, 5-7, 6-4                            |
| Individuales femeninos - Semifinales                 | Casey Dellacqua [12] Yaroslava Shvedova [12] | Yekaterina Makarova [2] Yelena Vesnina [2] | 6-3, 6-2                                 |
| Fondo de color indica un partido de la rama femenina |                                              |                                            |                                          |

### Día 14 (6 de junio)
- Orden de juego
- Cabezas de serie eliminados:
  - Individuales masculino:  Andy Murray [3]
  - Individuales femeninos:  Lucie Safarova [13]
  - Dobles masculinos:  Bob Bryan /  Mike Bryan [1]

| Partidos en canchas principales                      | Partidos en canchas principales          | Partidos en canchas principales          | Partidos en canchas principales          |
| Partidos en el Estadio Philippe Chatrier             | Partidos en el Estadio Philippe Chatrier | Partidos en el Estadio Philippe Chatrier | Partidos en el Estadio Philippe Chatrier |
| Modalidad                                            | Ganadores                                | Perdedores                               | Resultado                                |
| ---------------------------------------------------- | ---------------------------------------- | ---------------------------------------- | ---------------------------------------- |
| Individuales masculinos - Semifinales                | Novak Djokovic [1]                       | Andy Murray [3]                          | 6-3, 6-3, 5-7, 5-7, 6-1                  |
| Individuales femeninos - Final                       | Serena Williams [1]                      | Lucie Safarova [13]                      | 6-3, 6-7(7-2), 6-2                       |
| Dobles masculinos - Final                            | Ivan Dodig [3] Marcelo Melo [3]          | Bob Bryan [1] Mike Bryan [1]             | 6–7(5–7), 7–6(7–5), 7–5                  |
| Fondo de color indica un partido de la rama femenina |                                          |                                          |                                          |

### Día 15 (7 de junio)
- Orden de juego
- Cabezas de serie eliminados:
  - Individuales masculinos:  Novak Djokovic [1]
  - Dobles femeninos:  Casey Dellacqua /  Yaroslava Shvedova [12]

| Partidos en canchas principales                      | Partidos en canchas principales              | Partidos en canchas principales              | Partidos en canchas principales          |
| Partidos en el Estadio Philippe Chatrier             | Partidos en el Estadio Philippe Chatrier     | Partidos en el Estadio Philippe Chatrier     | Partidos en el Estadio Philippe Chatrier |
| Modalidad                                            | Ganadores                                    | Perdedores                                   | Resultado                                |
| ---------------------------------------------------- | -------------------------------------------- | -------------------------------------------- | ---------------------------------------- |
| Dobles femeninos - Final                             | Bethanie Mattek-Sands [7] Lucie Šafářová [7] | Casey Dellacqua [12] Yaroslava Shvedova [12] | 3-6, 6-4, 6-2                            |
| Individuales masculinos - Final                      | Stan Wawrinka [8]                            | Novak Djokovic [1]                           | 4-6, 6-4, 6-3, 6-4                       |
| Fondo de color indica un partido de la rama femenina |                                              |                                              |                                          |

## Cabezas de serie
Las siguientes tablas muestran a los cabezas de serie y los jugadores que no se presentaron en el torneo. El ranking está realizado con base en las posiciones que mantenían los jugadores a fecha del 18 de mayo de 2015 y los puntos ganados desde el 25 de mayo.

### Cuadro individual masculino
| Cabeza de serie | Clasificación | Jugador                | Puntos | Puntos por defender | Puntos ganados | Nuevos puntos | Ronda hasta la que avanzó en el torneo                |
| --------------- | ------------- | ---------------------- | ------ | ------------------- | -------------- | ------------- | ----------------------------------------------------- |
| 1               | 1             | Novak Djokovic         | 13845  | 1200                | 1200           | 13845         | Final, perdió ante Stan Wawrinka [8]                  |
| 2               | 2             | Roger Federer          | 9235   | 180                 | 360            | 9415          | Cuartos de final, perdió ante Stan Wawrinka [8]       |
| 3               | 3             | Andy Murray            | 7040   | 720                 | 720            | 7040          | Semifinal, perdió ante Novak Djokovic [1]             |
| 4               | 4             | Tomáš Berdych          | 5230   | 360                 | 180            | 5050          | Cuarta ronda, perdió ante Jo-Wilfried Tsonga [14]     |
| 5               | 5             | Kei Nishikori          | 5220   | 10                  | 360            | 5570          | Cuartos de final, perdió ante Jo-Wilfried Tsonga [14] |
| 6               | 7             | Rafael Nadal           | 4570   | 2000                | 360            | 2930          | Cuartos de final, perdió ante Novak Djokovic [1]      |
| 7               | 8             | David Ferrer           | 4490   | 360                 | 360            | 4490          | Cuartos de final, perdió ante Andy Murray [3]         |
| 8               | 9             | Stan Wawrinka          | 3845   | 10                  | 2000           | 5835          | Campeón, venció a Novak Djokovic [1]                  |
| 9               | 10            | Marin Čilić            | 3370   | 90                  | 180            | 3460          | Cuarta ronda, perdió ante David Ferrer                |
| 10              | 11            | Grigor Dimitrov        | 2760   | 10                  | 10             | 2760          | Primera ronda, perdió ante Jack Sock                  |
| 11              | 12            | Feliciano López        | 2280   | 45                  | 10             | 2245          | Primera ronda, perdió ante Teimuraz Gabashvili        |
| 12              | 13            | Gilles Simon           | 2210   | 90                  | 180            | 2300          | Cuarta ronda, perdió ante Stan Wawrinka [8]           |
| 13              | 14            | Gaël Monfils           | 2065   | 360                 | 180            | 1885          | Cuarta ronda, perdió ante Roger Federer [2]           |
| 14              | 15            | Jo-Wilfried Tsonga     | 2045   | 180                 | 720            | 2585          | Semifinal, perdió ante Stan Wawrinka [8]              |
| 15              | 16            | Kevin Anderson         | 1970   | 180                 | 90             | 1880          | Tercera ronda, perdió ante vs. Richard Gasquet [20]   |
| 16              | 17            | John Isner             | 1980   | 180                 | 45             | 1845          | Segunda ronda, perdió ante Jérémy Chardy              |
| 17              | 18            | David Goffin           | 1835   | 10                  | 90             | 1915          | Tercera ronda, perdió ante Jérémy Chardy              |
| 18              | 19            | Tommy Robredo          | 1755   | 90                  | 45             | 1710          | Segunda ronda, perdió ante Borna Ćorić                |
| 19              | 20            | Roberto Bautista Agut  | 1750   | 90                  | 45             | 1705          | Segunda ronda, perdió ante Lukáš Rosol                |
| 20              | 21            | Richard Gasquet        | 1625   | 90                  | 180            | 1715          | Cuarta ronda, perdió ante Novak Djokovic [1]          |
| 21              | 22            | Pablo Cuevas           | 1502   | 45                  | 90             | 1547          | Tercera ronda, perdió ante Gaël Monfils [13]          |
| 22              | 23            | Philipp Kohlschreiber  | 1285   | 90                  | 10             | 1205          | Segunda ronda, perdió ante Pablo Andújar              |
| 23              | 24            | Leonardo Mayer         | 1580   | 90                  | 90             | 1580          | Tercera ronda, perdió ante Marin Čilić [9]            |
| 24              | 25            | Ernests Gulbis         | 1275   | 720                 | 45             | 600           | Segunda ronda, perdió ante Nicolas Mahut [WC]         |
| 25              | 26            | Ivo Karlović           | 1330   | 90                  | 10             | 1250          | Primera ronda, perdió ante Marcos Baghdatis           |
| 26              | 27            | Guillermo García-López | 1335   | 180                 | 10             | 1165          | Primera ronda, perdió ante Steve Johnson              |
| 27              | 28            | Bernard Tomic          | 1320   | 10                  | 45             | 1355          | Segunda ronda, perdió ante Thanasi Kokkinakis [WC]    |
| 28              | 29            | Fabio Fognini          | 1295   | 90                  | 45             | 1250          | Segunda ronda, perdió ante Benoît Paire               |
| 29              | 30            | Nick Kyrgios           | 1250   | 0                   | 90             | 1340          | Tercera ronda, perdió ante Andy Murray [3]            |
| 30              | 31            | Adrian Mannarino       | 1223   | 45                  | 10             | 1188          | Primera ronda, perdió ante Jürgen Melzer              |
| 31              | 32            | Viktor Troicki         | 1217   | (20)                | 45             | 1242          | Segunda ronda, perdió ante Simone Bolelli             |
| 32              | 33            | Fernando Verdasco      | 1180   | 180                 | 45             | 1045          | Segunda ronda, perdió ante Benjamin Becker            |

#### Bajas masculinas notables
| Ra. | Jugador      | Puntos | Puntos por defender | Puntos ganados | Nuevos puntos | Motivo                         |
| --- | ------------ | ------ | ------------------- | -------------- | ------------- | ------------------------------ |
| 6   | Milos Raonic | 4800   | 360                 | 0              | 4440          | intervención en el pie derecho |

### Cuadro individual femenino
| Cabeza de serie | Clasificación | Jugador              | Puntos | Puntos por defender | Puntos ganados | Nuevos puntos | Ronda hasta la que avanzó en el torneo              |
| --------------- | ------------- | -------------------- | ------ | ------------------- | -------------- | ------------- | --------------------------------------------------- |
| 1               | 1             | Serena Williams      | 9,361  | 70                  | 2000           | 11,291        | Campeona, venció a Lucie Šafářová [13]              |
| 2               | 2             | María Sharápova      | 7,710  | 2000                | 240            | 5,950         | Cuarta ronda, perdió ante Lucie Šafářová [13]       |
| 3               | 3             | Simona Halep         | 7,360  | 1300                | 70             | 6,130         | Segunda ronda, perdió ante Mirjana Lučić-Baroni     |
| 4               | 4             | Petra Kvitová        | 6,760  | 130                 | 240            | 6,870         | Cuarta ronda, perdió ante Timea Bacsinszky [23]     |
| 5               | 5             | Caroline Wozniacki   | 4,940  | 10                  | 70             | 5,000         | Segunda ronda, perdió ante Julia Goerges            |
| 6               | 6             | Eugenie Bouchard     | 3,888  | 780                 | 10             | 3,108         | Primera ronda, perdió ante Kristina Mladenovic      |
| 7               | 7             | Ana Ivanovic         | 3,655  | 130                 | 780            | 4,305         | Semifinal, perdió ante Lucie Šafářová [13]          |
| 8               | 8             | Carla Suárez Navarro | 3,645  | 430                 | 130            | 3,345         | Tercera ronda, perdió ante Flavia Pennetta [28]     |
| 9               | 9             | Yekaterina Makarova  | 3,510  | 130                 | 240            | 3,620         | Cuarta ronda, perdió ante Ana Ivanovic [7]          |
| 10              | 10            | Andrea Petkovic      | 3,310  | 780                 | 130            | 2,660         | Tercera ronda, perdió ante Sara Errani [17]         |
| 11              | 11            | Angelique Kerber     | 3,230  | 240                 | 130            | 3,120         | Tercera ronda, perdió ante Garbiñe Muguruza [21]    |
| 12              | 12            | Karolína Plíšková    | 3,010  | 70                  | 70             | 3,010         | Segunda ronda, perdió ante Andreea Mitu             |
| 13              | 13            | Lucie Šafářová       | 2,995  | 240                 | 1300           | 4,055         | Final, perdió ante Serena Williams [1]              |
| 14              | 14            | Agnieszka Radwańska  | 2,885  | 130                 | 10             | 2,765         | Primera ronda, perdió ante Annika Beck              |
| 15              | 15            | Venus Williams       | 2,646  | 70                  | 10             | 2,586         | Primera ronda, perdió ante Sloane Stephens          |
| 16              | 16            | Madison Keys         | 2,275  | 10                  | 130            | 2,395         | Tercera ronda, perdió ante Timea Bacsinszky [23]    |
| 17              | 17            | Sara Errani          | 2,140  | 430                 | 430            | 2,140         | Cuartos de final, perdió ante Serena Williams [1]   |
| 18              | 18            | Svetlana Kuznetsova  | 2,118  | 430                 | 10             | 1,688         | Segunda ronda, perdió ante Kiki Bertens             |
| 19              | 19            | Elina Svitolina      | 2,045  | 70                  | 430            | 2,405         | Cuartos de final, perdió ante Ana Ivanovic [7]      |
| 20              | 20            | Sabine Lisicki       | 2,105  | 70                  | 130            | 2,165         | Tercera ronda, perdió ante Lucie Šafářová [13]      |
| 21              | 21            | Garbiñe Muguruza     | 2,075  | 430                 | 430            | 2,075         | Cuartos de final, perdió ante Lucie Šafářová [13]   |
| 22              | 22            | Barbora Strýcová     | 1,995  | 10                  | 10             | 1,995         | Primera ronda, perdió ante Tsvetana Pironkova       |
| 23              | 23            | Timea Bacsinszky     | 1,958  | 110                 | 780            | 2,628         | Semifinal, perdió ante Serena Williams              |
| 24              | 24            | Peng Shuai           | 1,842  | 10                  | 10             | 1,842         | Primera ronda, retiró ante Polona Hercog            |
| 25              | 25            | Jelena Janković      | 1,860  | 240                 | 10             | 1,630         | Primera ronda , perdió ante Sesil Karatantcheva [Q] |
| 26              | 26            | Samantha Stosur      | 2,010  | 240                 | 130            | 1,900         | Tercera ronda, perdió ante María Sharápova [2]      |
| 27              | 27            | Victoria Azarenka    | 1,733  | 0                   | 130            | 1,851         | Tercera ronda, perdió ante Serena Williams [1]      |
| 28              | 28            | Flavia Pennetta      | 1,731  | 70                  | 240            | 1,901         | Cuarta ronda, perdió ante Garbiñe Muguruza [21]     |
| 29              | 29            | Alizé Cornet         | 1,700  | 70                  | 240            | 1,870         | Cuarta ronda, perdió ante Elina Svitolina [19]      |
| 30              | 30            | Irina-Camelia Begu   | 1,536  | 30                  | 130            | 1,636         | Tercera ronda, perdió ante Petra Kvitová [4]        |
| 31              | 31            | Caroline Garcia      | 1,475  | 10                  | 10             | 1,475         | Primera ronda, perdió ante Donna Vekić              |
| 32              | 32            | Zarina Diyas         | 1,375  | 10                  | 70             | 1,435         | Segunda ronda, perdió ante Alison Van Uytvanck      |

## Cabezas de serie dobles
| Jugadores              | Jugadores              | Rank1 | Cabeza de serie |
| ---------------------- | ---------------------- | ----- | --------------- |
| Bob Bryan              | Mike Bryan             | 2     | 1               |
| Jack Sock              | Vasek Pospisil         | 10    | 2               |
| Ivan Dodig             | Marcelo Melo           | 11    | 3               |
| Marcel Granollers      | Marc López             | 12    | 4               |
| Jean-Julien Rojer      | Horia Tecău            | 23    | 5               |
| Simone Bolelli         | Fabio Fognini          | 33    | 6               |
| Marcin Matkowski       | Nenad Zimonjić         | 33    | 7               |
| Alexander Peya         | Bruno Soares           | 33    | 8               |
| Rohan Bopanna          | Florin Mergea          | 33    | 9               |
| Daniel Nestor          | Leander Paes           | 49    | 10              |
| Jamie Murray           | John Peers             | 51    | 11              |
| Pablo Cuevas           | David Marrero          | 52    | 12              |
| Marin Draganja         | Henri Kontinen         | 53    | 13              |
| Pierre-Hugues Herbert  | Nicolas Mahut          | 57    | 14              |
| Guillermo García-López | Édouard Roger-Vasselin | 63    | 15              |
| Juan Sebastián Cabal   | Robert Farah           | 67    | 16              |

| Jugadores             | Jugadores                 | Rank1 | Cabeza de serie |
| --------------------- | ------------------------- | ----- | --------------- |
| Sania Mirza           | Martina Hingis            | 3     | 1               |
| Yekaterina Makarova   | Yelena Vesnina            | 14    | 2               |
| Tímea Babos           | Kristina Mladenovic       | 16    | 3               |
| Hsieh Su-wei          | Flavia Pennetta           | 22    | 4               |
| Garbiñe Muguruza      | Carla Suárez Navarro      | 26    | 5               |
| Raquel Kops-Jones     | Abigail Spears            | 30    | 6               |
| Bethanie Mattek-Sands | Lucie Šafářová            | 37    | 7               |
| Caroline Garcia       | Katarina Srebotnik        | 45    | 8               |
| Andrea Hlaváčková     | Lucie Hradecká            | 45    | 9               |
| Alla Kudryavtseva     | Anastasiya Pavliuchenkova | 50    | 10              |
| Chan Yung-jan         | Zheng Jie                 | 51    | 11              |
| Casey Dellacqua       | Yaroslava Shvedova        | 55    | 12              |
| Michaëlla Krajicek    | Barbora Strýcová          | 57    | 13              |
| Karin Knapp           | Roberta Vinci             | 63    | 14              |
| Anastasia Rodionova   | Arina Rodionova           | 73    | 15              |
| Klaudia Jans-Ignacik  | Andreja Klepač            | 75    | 16              |

### Dobles mixto
| Jugadores             | Jugadores      | Rank1 | Cabeza de serie |
| --------------------- | -------------- | ----- | --------------- |
| Sania Mirza           | Bruno Soares   | 17    | 1               |
| Bethanie Mattek-Sands | Mike Bryan     | 20    | 2               |
| Yelena Vesnina        | Nenad Zimonjić | 21    | 3               |
| Andrea Hlaváčková     | Marc López     | 22    | 4               |
| Caroline Garcia       | Bob Bryan      | 24    | 5               |
| Kristina Mladenovic   | Daniel Nestor  | 27    | 6               |
| Tímea Babos           | Alexander Peya | 28    | 7               |
| Martina Hingis        | Leander Paes   | 29    | 8               |

## Campeones defensores
| Modalidad                   | Campeón 2014                            | Campeón 2015                            |
| Individual masculino        | Rafael Nadal                            | Stan Wawrinka                           |
| Individual femenino         | María Sharápova                         | Serena Williams                         |
| Dobles masculino            | Julien Benneteau Édouard Roger-Vasselin | Ivan Dodig Marcelo Melo                 |
| Dobles femenino             | Hsieh Su-wei Peng Shuai                 | Bethanie Mattek-Sands Lucie Šafářová    |
| Dobles mixto                | Anna-Lena Grönefeld Jean-Julien Rojer   | Bethanie Mattek-Sands Mike Bryan        |
| Individual júnior masculino | Andréi Rubliov                          | Tommy Paul                              |
| Individual júnior femenino  | Darya Kasatkina                         | Paula Badosa Gibert                     |
| Dobles júnior masculino     | Benjamin Bonzi Quentin Halys            | Álvaro López San Martín Jaume Munar     |
| Dobles júnior femenino      | Ioana Ducu Ioana Loredana Roșca         | Miriam Kolodziejová Markéta Vondroušová |

## Invitados
| - Frances Tiafoe - Thanasi Kokkinakis - Maxime Hamou - Quentin Halys - Paul-Henri Mathieu - Nicolas Mahut - Lucas Pouille - Edouard Roger-Vasselin | - Louisa Chirico - Manon Arcangioli - Océane Dodin - Mathilde Johansson - Fiona Ferro - Amandine Hesse - Alizé Lim - Virginie Razzano |

| - Enzo Couacaud / Quentin Halys - Kenny de Schepper / Benoît Paire - Thanasi Kokkinakis / Lucas Pouille - Tristan Lamasine / Johan Tatlot - Axel Michon / Gianni Mina - Gaël Monfils / Josselin Ouanna - Florent Serra / Maxime Teixeira | - Manon Arcangioli / Chloé Paquet - Julie Coin / Pauline Parmentier - Clothilde de Bernardi / Sherazad Reix - Stéphanie Foretz / Amandine Hesse - Mathilde Johansson / Virginie Razzano - Alizé Lim / Laura Thorpe - Irina Ramialison / Constance Sibille |

| - Julie Coin / Nicolas Mahut - Clothilde de Bernardi / Maxime Hamou - Stéphanie Foretz / Édouard Roger-Vasselin - Mathilde Johansson / Adrian Mannarino - Alizé Lim / Jérémy Chardy - Chloé Paquet / Benoît Paire |

## Clasificación
| 1. Nikoloz Basilashvili 2. Igor Sijsling 3. Andrea Arnaboldi 4. Elias Ymer 5. Taro Daniel 6. Luca Vanni 7. Christian Lindell 8. Yoshihito Nishioka 9. Stéphane Robert 10. Kimmer Coppejans 11. Germain Gigounon 12. Kyle Edmund 13. Gastão Elias 14. Matthias Bachinger 15. Illya Marchenko 16. Michael Berrer | 1. Teliana Pereira 2. Verónica Cepede Royg 3. Sesil Karatantcheva 4. Olivia Rogowska 5. Petra Martić 6. Alexa Glatch 7. Johanna Konta 8. Dinah Pfizenmaier 9. Lourdes Domínguez Lino 10. Andrea Hlaváčková 11. Margarita Gasparyan 12. Paula Kania |

## Campeones

### Sénior

#### Individuales masculino
Stanislas Wawrinka venció a  Novak Djokovic por 4-6, 6-4, 6-3, 6-4

#### Individuales femenino
Serena Williams venció a  Lucie Šafářová por 6-3, 6-7(2), 6-2

#### Dobles masculino
Ivan Dodig /  Marcelo Melo vencieron a  Bob Bryan /  Mike Bryan por 6-7(5), 7-6(5), 7-5

#### Dobles femenino
Bethanie Mattek-Sands /  Lucie Šafářová vencieron a  Casey Dellacqua /  Yaroslava Shvédova por 3-6, 6-4, 6-2

#### Dobles mixtos
Bethanie Mattek-Sands /  Mike Bryan vencieron a  Lucie Hradecká /  Marcin Matkowski por 7-6(3), 6-1

### Júnior

#### Individuales masculino
Tommy Paul venció a  Taylor Harry Fritz por 7–6(7–4), 2–6, 6–2

#### Individuales femenino
Paula Badosa Gibert venció a  Anna Kalinskaya por 6–3, 6–3

#### Dobles masculino
Álvaro López San Martín /  Jaume Munar vencieron a  William Blumberg /  Tommy Paul por 6-4, 6-2

#### Dobles femenino
Miriam Kolodziejová /  Markéta Vondroušová vencieron a  Caroline Dolehide /  Katerina Stewart por 6–0, 6–3